# Torre de San Sadurniño
Las ruinas de la Torre de San Sadurniño son los restos de una torre construida como residencia de las descendientes de Sueiro Gomes de Soutomaior que fue señor de la villa y puerto de San Tomé, (Cambados, provincia de Pontevedra, Galicia, España). Fue declarada Bien de Interés Cultural.

## Historia

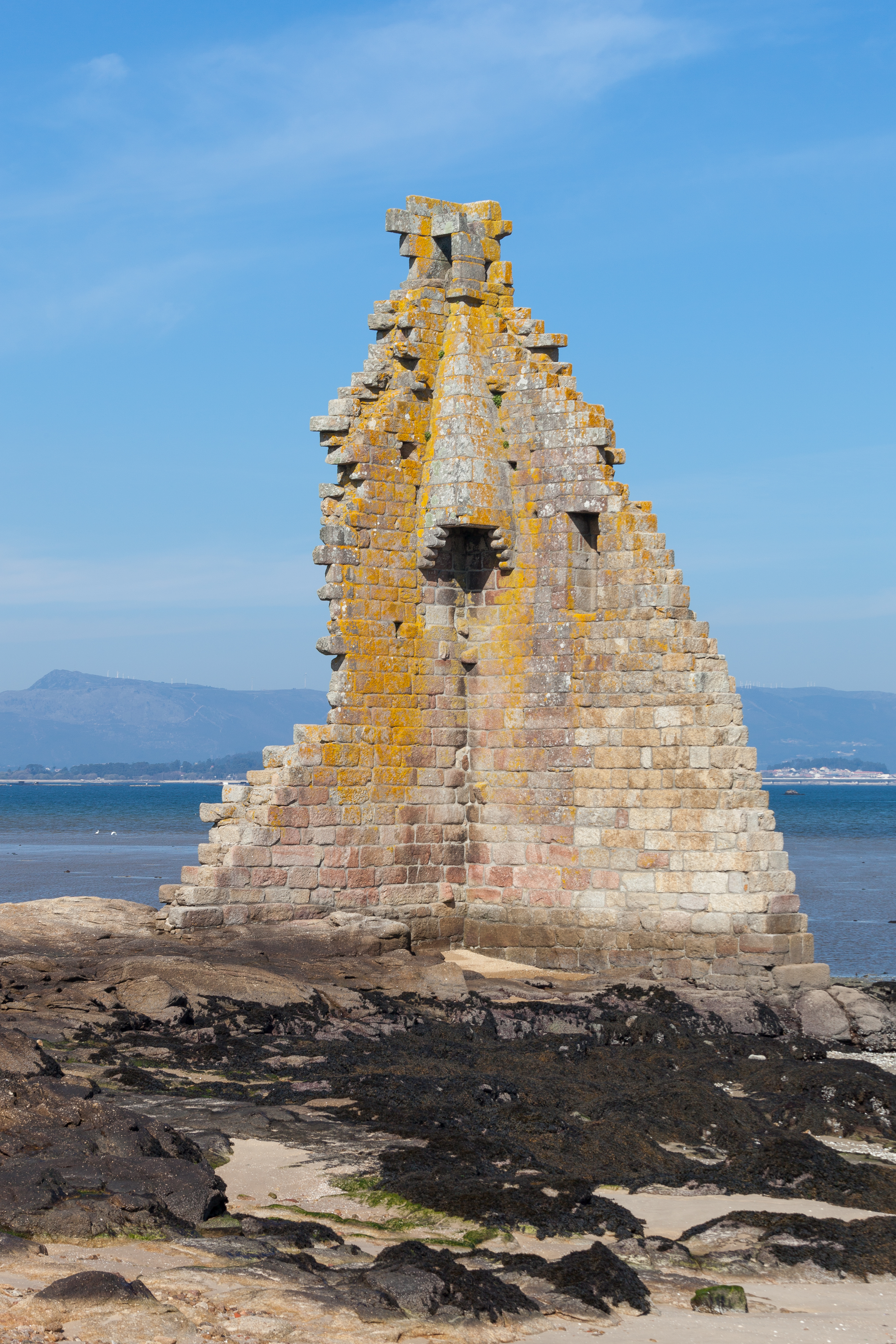
Restos actuales de la Torre de San Sadurniño.

Aunque se ha especulado sobre que fue construida en el siglo X d. C. como torre vigía frente a ataques vikingos, su estilo constructivo y la decoración nada tienen que ver con las toscas torres prerrománicas de esa época. Más bien remite a una construcción de finales del siglo XV o principios del XVI, similar por ejemplo a la torre de la antigua iglesia de Santa Mariña, hoy cementerio.
La villa y puerto de San Tomé, Cambados), junto al Coto de Ouso da Torre que está próximo, pertenecían al señorío de Sueiro Gómez de Soutomaior, miembro de una poderosa familia gallega que tuvo gran protagonismo a finales de la Edad Media, primero durante las revueltas de los Irmandiños entre 1466 y 1470, y posteriormente en la guerra de sucesión castellana, en la que resultó victoriosa Isabel de Castilla, casada y apoyada por Fernando de Aragón. Los Soutomaior, Sueiro y su primo Pedro Álvarez de Soutomaior, más conocido como "Pedro Madruga", lucharon en el bando contrario a Isabel, en el de su sobrina Juana, llamada por mal nombre, la Beltraneja. Su derrota les valió caer en desgracia: Pedro marchó a Castilla a entrevistarse con Isabel y ya nada más se supo de él y Sueiro y sus descendientes acabarán perdiendo sus señoríos de San Tomé, Portonovo o Lantañón. Se ha citado también numerosas veces que la torre fue destruida en las revueltas Irmandiñas, dato falso, porque aún no estaba construida en esa época. Si fue destruida en ese momento, la fortaleza de Lantañón, su principal residencia, y eso quizás explique que las descendientes de Sueiro, su hija María y su nieta Juana construyesen esta torre.
En 1755, hubo un maremoto que dañó gravemente Lisboa y toda la costa occidental de la península ibérica, y puede que afectase también a esta torre. Pero probablemente el estado de ruina en que se encuentra, se deba más al abandono y al reaprovechamiento de los sillares de calidad que posee para la construcción de otras casas.

## Estado actual del monumento
En la actualidad solo se conservan dos muros de una torre que constaba de tres cuerpos. Se pueden apreciar las dimensiones del espesor de los muros de la torre, así como una ventana y lo que más llama la atención, que son los restos bien conservados de una chimenea en la 2ª planta. Excavaciones recientes aportaron datos del poblamiento del islote en que se encuentra la torre y de una capilla de la que existen referencias documentales. Es probable que los santos que se veneraban en esta pequeña iglesia: San Sadurniño y San Tomé, diesen nombre al islote y al barrio en el que se enclava.
Los restos fueron protegidos por Decreto del 22 de abril de 1949 y por la ley de 16/1985 sobre el patrimonio histórico español.